# Трахтенберг, Леонид Израйлевич
Леони́д Израйлевич Трахтенбе́рг (род. 16 апреля 1946, Винница, УССР) − советский и российский физик, доктор физико-математических наук, профессор, лауреат премии правительства РФ в области образования, член Общественного совета при Министерстве науки и высшего образования РФ. Специалист в области нанотехнологий и информационных технологий. Основные работы Л. И. Трахтенберга относятся к элементной базе этих технологий.
Автор 275 научных работ, из них 7 монографий, 6 патентов, 22 обзора в российских и международных монографиях и журналах.
Член редколлегии журнала «Химическая физика». Председатель государственных комиссий по защите дипломов в МФТИ и МГУ.
Специальный курс лекций в МФТИ «Электрофизические и физико-химические свойства нанокомпозиционных материалов».

## Биография
В 1953 году поступил в среднюю школу, которую закончил в 1964 году. Параллельно учился в строительном техникуме — закончил в 1965 году. В 1965 году поступил учиться в Московский физико-технический институт — закончил в 1971 году. В 1971 году начал работать в НИФХИ им. Л. Я. Карпова в должности стажера-исследователя. В 1977 году защитил кандидатскую диссертацию. В 1986 году защитил докторскую диссертацию. В 1998 году присвоено звание профессора.

## Научная деятельность
Чувствительные элементы на основе наноструктурированных смешанных оксидов. Эксперимент:
- Изучено влияние взаимодействия между наночастицами на величину сенсорного эффекта.

- Предложена концепция создания чувствительного слоя на основе смешанных оксидов. Используются смеси, состоящие из богатых электронами и каталитически активных оксидов.
- Разработана рецептура высокочувствительного слоя сенсоров на восстановительные газы (водород, уга́рный газ, метан и др.). Получены соответствующие международные патенты[7][8]. Сенсоры выпускаются.

Моделирование электронной подсистемы полупроводниковых наночастиц и сенсорного эффекта в датчиках на их основе:
- Развита непротиворечивая модель, описывающая зарядовую структуру сферической полупроводниковой наночастицы. Задача решена без упрощающих предположений, из первых принципов.
- На основании этой модели предложена новая концепция сенсорного механизма, позволяющая описа́ть основные закономерности работы сенсора и создавать чувствительные слои с заданными свойствами.

Броуновские наномоторы:
- Разработаны модели броуновских моторов, с дрейфом наночастиц в асимметричных средах за счет изменения их размеров и/или дипольных моментов под действием внешнего электромагнитного излучения.
- Разработана методика аналитического описания движения броуновских моторов с малыми флуктуациями потенциальной энергии.

Структурные, термодинамические и магнитные свойства наноструктурированных материалов для ВТСП устройств:
- Предложен метод усиления пиннинга и увеличения критического тока сверхпроводящих лент, путем замещения в ВТСП матрице YBa2Cu3Oy иттриевых ионов ферромагнитными.
- Получен критерий сохранения ВТСП состояния: характерный размер области структурной однородности должен превышать размер куперовской пары.
- Показано, что в структурно неоднородных ВТСП материалах высокотемпературная сверхпроводимость подавляется не только в узловой точке, но и около неё. Это приводит к конечной плотности металлических состояний при 0 K — возникновение «плоского дна» в ВТСП щели.

Магнитные и электрические свойства ферромагнитных оксидов:
- Предложен, обоснован и экспериментально продемонстрирован новый принцип записи и считывания информации с использованием туннельного микроскопа с ферромагнитной иглой и элементов, содержащих ферромагнитные частицы размером порядка десятка нанометров. В основе метода лежат представления об отрицательном магнетосопротивлении и «распределенных электродах».
- Найдено распределение электронов и положительных зарядов в сферической полупроводниковой наночастице с поверхностными ловушками электронов в однородном электрическом поле. Показано, что при относительно невысокой плотности доноров приповерхностные поля в областях входа и выхода поля из наночастицы заметно отличаются.

Туннелирование атомных частиц в химических реакциях:
- Создана общепризнанная в настоящее время теория туннельных реакций в конденсированной фазе, учитывающая роль среды и объясняющая экспериментальные данные. По сути, теория представляет описание продолжения закона Аррениуса в область низких температур с выходом на низкотемпературный предел химических реакций. Физический смысл заключается в следующем: проведен учёт влияния межмолекулярных колебаний на скорость туннельных химических реакций. При повышении температуры возрастает амплитуда тепловых колебаний, эффективное расстояние между реагентами уменьшается, а потенциальный барьер соответственно становится ниже. Так как вероятность туннелирования растет при понижении барьера, то константа скорости туннельной реакции возрастает с увеличением температуры.

- Рассмотрено влияние различных типов и моделей межмолекулярных колебаний на величину и температурную зависимость константы скорости туннельных реакций: дебаевская и эйнштейновская модели, ориентационные колебания и кристаллическая решетка с точечными дефектами. Учтена также роль внешнего давления.

Тормозное излучение при рассеянии электрона на атоме:
- Теоретически решена задача о тормозном излучении при рассеянии электрона на атоме водорода. Показано, что существует дополнительный механизм тормозного излучения, получивший впоследствии название «поляризационного» тормозного излучения.
- Показано, что в отличие от Модели Бете, когда учитывается только взаимодействие налетающего электрона с экранированным ядром, необходимо принимать во внимание взаимодействия налетающего электрона с ядром, с атомным электроном, а также взаимодействие налетающего и атомного электронов с электромагнитным полем вакуума.
- Показано, что в отличие от предыдущих подходов, только такое решение имеет правильный классический предел. Действительно, оказалось, что в случае излучения фотонов с частотой заметно больше энергии ионизации атома, сечения тормозного эффекта при рассеянии электрона на атоме и «голом» ядре совпадают. В дальнейшем стали говорить о «раздевании» атома.

## Монографии
- В. И. Гольданский, Л. И. Трахтенберг, В. Н. Флеров, Современные представления о туннелировании тяжелых частиц в химических превращениях, «Итоги науки и техники», М., ВИНИТИ, 1985
- В. И. Гольданский, Л. И. Трахтенберг, В. Н. Флеров, Туннельные явления в химической физике, Москва, Наука, 1986
- V.I. Goldanskii, L.I. Trakhtenberg, V.N. Fleurov, Tunneling Phenomena in Chemical Physics, Gordon and Breach Science Publ., New York, 1989
- E.I. Grigoriev, L.I. Trakhtenberg, Radiation Chemical Processes in Solid Phase: Theory and Application, CRC Press Inc., New York, London, Tokyo, 1996
- Physico-Chemical Phenomena in Thin Films and at Solid Surfaces, Edited by L.I. Trakhtenberg, S.H. Lin and O.J. Ilegbusi, Elsevier Inc., Amsterdam, 2007
- Синтез, строение и свойства металл/полупроводник содержащих наноструктурированных композитов / под редакцией Л. И. Трахтенберга, М. Я. Мельникова, Москва, Техносфера, 2016
- Синтез и функциональные свойства гибридных наноформ биоактивных и лекарственных веществ / Под редакцией М. Я. Мельникова и Л. И. Трахтенберга, Москва, Техносфера, 2019

## Награды
- Премия Правительства РФ за научно-практическую разработку «Индивидуализированная многоуровневая система подготовки специалистов высшей квалификации в области естественных наук» 2012 год;[33]
- Диплом и серебряная медаль на международной выставке изобретений в Женеве (1998 и 2007 гг.);
- Премия Международного научного фонда (фонд Сороса) 1994 года за высокий импакт-фактор научных публикаций;
- Премия Леди Дэвис Иерусалимского университета по химии за 2001—2002 г.г.